# Jason Clark
Jason Clark (nacido el 16 de enero de 1990 en Arlington (Virginia)) es un jugador profesional estadounidense de baloncesto, que pertenece a la plantilla del Blu Basket 1971 de la Serie A2 italiana. Juega en la posición de escolta.

## Profesional
Jugador formado en los Georgetown Hoyas y tras no ser drafteado en 2012, el 5 de julio de 2012, Clark firmó con Okapi Aalstar de la liga Belga de baloncesto.
El 8 de agosto de 2013, Clark firmó un contrato con Spirou Charleroi para la temporada 2013–14.
El 7 de septiembre de 2014, Clark firmó un contrato de 8 semanas con BG Göttingen de la Basketball Bundesliga. El 24 de octubre de 2014, Clark regresó a Okapi Aalstar firmando un contrato de 1 año.
El 25 de junio de 2016, Clark firmó con Antwerp Giants para la temporada 2016-17. Después de la temporada regular de la Liga Belga, Clark fue nombrado MVP. 
En verano de 2018, Clark firmó con Fraport Skyliners para jugar en la Basketball Bundesliga.